# Rebelión de Tierra Caliente
La Rebelión de Tierra Caliente fue un conflicto armado encabezado por una fracción federalista luego de la caída del Primer Imperio Mexicano y la victoria de la Revolución del Plan de Casa Mata.

## Intentos conciliadores
Aún no se comenzaba a discutir la propuesta de ley órganica hecha por el entonces diputado Miguel Ramos Arizpe para calmar los ánimos en todo el país y que rigiera a la nación mientras provisionalmente rigiera a manera de Constitución cuando se supo en el Congreso que de nueva cuenta se promovía una revolución. 

## Rebelión
Esta vez el lugar sería la región de Tierra Caliente en Guerrero, al sur de México. Fue identificado como jefe del movimiento al español Gabriel de Yermo, siendo su rebelión sofocada poco después al tiempo que se combatía la Insurrección en Puebla. 